# Onthophagus blumei
Onthophagus blumei là một loài bọ cánh cứng trong họ Bọ hung (Scarabaeidae).